# Josep Acebillo
Josep Acebillo (Huesca, 1946) è un architetto spagnolo.

## Biografia
Si è laureato in architettura presso l'Università politecnica della Catalogna (1974).
Dal 1975 al 1981 avvia la sua esperienza in architettura lavorando indipendentemente e collaborando con Oriol Bohigas, MBM studio (Martorell, Bohigas and MacKay). Durante questo periodo vince due concorsi di urbanistica e altrettanti di architettura.
Dal 1981 al 1987 è direttore dei progetti urbani per la città di Barcellona, posizione che lo vede coinvolto nella progettazione e direzione di interventi infrastrutturali, monumenti e progetti urbani promossi dalla città. Dal 1988 al 1994 Acebillo è direttore dell'Istituto per lo sviluppo urbano di Barcellona, incaricato di guidare i progetti e realizzare le principali infrastrutture in occasione dei Giochi della XXV Olimpiade, tenutisi proprio a Barcellona.
Nel 1992 gli viene conferita la medaglia onoraria dalla città di Barcellona per il suo contributo alla trasformazione urbana. La Harvard Graduate School of Design gli conferisce nel 1990 il Prince of Wales Prize for urban design in relazione alla qualità degli spazi urbani progettati e realizzati sotto la sua direzione.
Dal 1994 al 2011 è stato amministratore delegato della Metropolitan Agency Barcelona Regional, un organo esperto nello sviluppo di progetti urbani strategici ed infrastrutture per la città. Riceve lo Special European Prize of Urbanism per il 1997/1998. Più tardi nel 1998 Acebillo è nominato commissario alle infrastrutture e progetto urbano della città di Barcellona, che nel 1999 lo elegge chief architect.
Nel corso dello stesso anno è nominato membro onorario della Royal Institute of British Architects (RIBA), organo che nello stesso anno premia Barcellona con la Royal Gold Medal all'architettura per il contributo di Acebillo e di Narcís Serra i Serra, Pasqual Maragall i Mira, Joan Clos, Oriol Bohigas. Sotto la guida di Acebillo, Barcellona ha ricevuto riconoscimenti mondiali per la posizione conquistata sul campo architettonico internazionale. In seguito a questo riconoscimento, Josep Acebillo è oggi frequentemente chiamato alla valutazione di città come Londra, Ostenda, Kazan', per guidarle nella loro futura trasformazione urbana.
Josep Acebillo è da sempre molto attivo nel campo dell'insegnamento, prima per lo ILAUD (International Architecture and Urban Design Laboratory) di Urbino, quindi come professore invitato in diverse scuole di architettura, tra le quali la School of Architecture dell'Università Yale, la Harvard Graduate School of Design della Università Harvard e presso la scuola di architetturadi Singapore - NUS National University of Singapore. Dal 2001 insegna Cultura del Territorio all'Accademia di Architettura di Mendrisio (Università della Svizzera italiana), della quale è stato direttore di facoltà per due mandati consecutivi, dal 2003 fino al 2007. Nel 2004 fonda presso l'Accademia di Architettura di Mendrisio l'Institute for the Contemporary Urban Project (i.CUP). Nello stesso anno Barcellona lo nomina direttore per le opere architettoniche e le infrastrutture in occasione del Forum Universale delle Culture la cui prima edizione si è tenuta proprio a Barcellona.
Dal 2007 ha aperto uno studio di architettura in collaborazione con l'architetto Stanislava Boskovic Sigon, ed allo stesso tempo continua a tenere lezioni presso l'università della Svizzera italiana.

## Esperienze accademiche
- Laurea in architettura conseguita presso l'Università politecnica della Catalogna, Barcellona (ETSAB 1974).
- Professore presso l'ETSAB (Escola Tècnica Superior d'Arquitectura de Barcelona) (1975-2001).
- Professore presso l'ILAUD (International Architecture and Urban Design Laboratory) di Urbino, Italia, (1976-1977). Venezia, (1997)[6].
- Direttore del corso post laurea The architecture on al large scale, Università politecnica della Catalogna, (1992-93).
- Direttore del corso post laurea Architecture in complex scales, Università Pompeu Fabra di Barcellona, (1994).
- Direttore del corso post laurea Projecting the city: Infrastructures and complexity, Università politecnica della Catalogna, (1995-96/1996-97).
- Professore al master in urban planning dal tema Metropolitan complexity, Università politecnica della Catalogna, (1995-96/1996-97).
- Professore invitato durante il semestre autunnale alla School of Architecture dell'Università Yale. (1997)[7]
- Professore presso l'Accademia di architettura di Mendrisio, (Università della Svizzera italiana) dal 2001[8]
- Professore invitato durante il semestre autunnale alla "Harvard Graduate School of Design" dell'Università di Harvard. (2002)
- Direttore dell'Accademia di architettura di Mendrisio, Università della Svizzera italiana per due mandati consecutivi, (2003-2007).
- Direttore dell'i.CUP (Institute for the Contemporary Urban Project) dell'Accademia di architettura di Mendrisio (Università della Svizzera italiana) dal 2004[9]

## Premi
- 1996 Primo premio al concorso per l'ampliamento dell'Università Pompeu Fabra di Barcellona.
- 1999 "Royal Gold Medal" per l'architettura conferita dal RIBA (Royal Institute of British Architects) alla città di Barcellona ed alle persone che hanno contribuito attivamente alla sua trasformazione (Narcís Serra i Serra, Pasqual Maragall i Mira, Joan Clos, Josep Acebillo e Oriol Bohigas).[10]
- 1999 Nomina a membro onorario del RIBA (Royal Institute of British Architects).
- 2000 Primo premio ex aequo al concorso per il rimodellamento della Faliron Bay di Atene, Grecia.
- 2002 Premio speciale alla Mostra internazionale di architettura di Venezia nella sua ottava edizione, conferitagli per la sua guida nell'architettura internazionale.
- 2005 Primo premio "Public space, thematic square and urban development" attribuitogli per il progetto sul lungofiume di Saragozza in occasione dell'Expo 2008.
- 2007 "Energy Award" per il Forum internazionale delle culture di Barcellona.